# BEYOOOOONDS
BEYOOOOONDS(비욘즈)는 헬로! 프로젝트에 소속된 일본의 9인조 여성 아이돌 그룹이다. CHICA#TETSU(치카#테츠)와 아메노모리 카와우미(雨ノ森 川海), SeasoningS(시즈닝즈)로 나뉘었다.

## 개요
- 하로프로 연수생으로부터 선택된 멤버로 결성된 CHICA#TETSU(치카#테츠), 아메노모리 카와우미(雨ノ森 川海) 및「헬로! 프로젝트 "ONLY YOU" 오디션」합격자에 의한 SeasoningS(시즈닝즈)로 구성되는 아이돌 그룹[1][2][3][4].
- 그룹명은「~를 넘어」,「~의 건너편에」라고 하는 의미의 영단어「Beyond」를 그룹명의 어원으로 해,「기성의 테두리등을 넘어 자유롭게 미래에 크게 비욘과 성장하면 좋겠다」라고 하는 마음이 담겨져 있다. 형태를 변환 자재로 비욘비욘 변모시키는 슬라임 같은 그룹을 지향함.
- BEYOOONDS의 리더는 공식적으로 발표되지 않았다.

## 약력
2017년
- 5월 5일, 나카노 선플라자에서 개최된「Hello! Project 연수생 발표회 2017 ~봄의 공개 실력 진단 테스트~」에서 이치오카 레이나는 카와무라 아야노, 단바라 루루와 같이 헬로! 프로젝트에서 데뷔, 또는, 타카세 쿠루미, 키요노 모모히메는 헬로! 프로젝트와 달리, 연극 및 퍼포먼스를 중심으로 활동을 시키기 위해 데뷔를 하는 것을 발표[5].
- 6월 26일, 하로프로 연수생 중 이치오카 레이나가 신그룹 리더에 취임, 타카세 쿠루미와 키요노 모모히메는 앞으로 개시 예정인 연극을 하는 신섹션에서 활동할 방침이 발표했다[6].

2018년
- 3월 30일,「이치오카 레이나가 리더를 맡은 신그룹」,「타카세 쿠루미, 키요노 모모히메가 재적하는 신섹션의 그룹」의 결성 및 이 그룹의 멤버 선출을 위한 오디션을 개최하는 것을 발표[7][8][9].
- 5월 11일, 상기 2 그룹의 멤버 선출 오디션「헬로! 프로젝트 "ONLY YOU" 오디션」의 개최를 발표[10].
- 6월 11일, 연수생 중 이치오카 레이나 신그룹 추가 멤버로 니시다 시오리, 시마쿠라 리카, 에구치 사야, 신섹션 추가 멤버로 마에다 코코로, 야마자키 유하네, 오카무라 미나미가 가입하였다[11].
- 10월 19일, 두 그룹의 그룹명을 이치오카 레이나 신그룹은 CHICA#TETSU(치카#테츠), 신섹션 그룹은 아메노모리 카와우미(雨ノ森 川海), 그리고「헬로! 프로젝트 "ONLY YOU" 오디션」합격자의 멤버도 합류해, BEYOOOOONDS(비욘즈)로 결정되었다. 같은 날, 공식 트위터를 개설[12].
- 10월 22일, CHICA#TETSU, 아메노모리 카와우미의 공식 블로그 개설[13].
- 12월 3일,「헬로! 프로젝트 "ONLY YOU" 오디션」의 합격자 히라이 미요, 코바야시 호노카, 사토요시 우타노의 3명이 신멤버에 가입[14].

2019년
- 4월 30일, 동년 8월 7일의 메이저 데뷔를 하는 것이 발표되었다[15].
- 8월 7일, 메이저 데뷔 싱글「眼鏡の男の子／ニッポンノD・N・A!／Go Waist」를 발매. 오리콘 주간 싱글 차트(8월 19일자) 첫 등장 1위 획득.
- 11월 27일, 1st 앨범「BEYOOOOOND₁St」를 발매.
- 11월, 제61회 일본 레코드 대상 신인상을 수상[16], 12월 30일에 최우수 신인상을 수상하였다[17].

2020년
- 2월 27일, 제34회 일본 골드 디스크 대상 베스트 5 뉴 아티스트를 수상[18].

2021년
- 1월 24일, 히라이 미요, 코바야시 호노카, 사토요시 우타노의 3명에 의한 그룹 내 유닛을 결성해, 이 그룹명은 SeasoningS(시즈닝즈)으로 정했으며, 그룹 리더는 히라이 미요가 결정되었다[19].
- 3월 3일, 2nd 싱글「激辛LOVE／Now Now Ningen／こんなハズジャナカッター!」를 발매[20]. 데뷔 싱글에 이어, 오리콘 주간 싱글 차트(3월 15일자) 첫 등장 1위 획득.

2023년
- 6월 26일, 헬로! 프로젝트의 전 그룹, 신그룹, 하로프로 연수생과 합동으로 신멤버 오디션「헬로! 프로젝트 25주년 기념 신멤버 오디션」을 개최하는 것을 발표하였다[21].

2024년
- 3월 1일, 작년 12월부터 컨디션 불량으로 활동 휴지 중인 이치오카 레이나가 BEYOOOOONDS와 CHICA#TETSU, 헬로! 프로젝트를 졸업하였다[22].
- 4월 4일, 야마자키 유하네가 6월 27일에 토요스 PIT에서 행해진 봄 콘서트를 기해 BEYOOOOONDS와 아메노모리 카와우미, 헬로! 프로젝트를 졸업하는 것을 발표하였다[23].
- 6월 27일, 야마자키 유하네가 토요스 PIT에서 행해진「BEYOOOOONDS LIVE TOUR 2024 SPRING ~PERSOOOOONALITY「Wings of Dreams」~」을 기해 BEYOOOOONDS와 아메노모리 카와우미, 헬로! 프로젝트를 졸업.
- 7월 13일, 헬로! 프로젝트의 전 그룹, 하로프로 연수생, 하로프로 연수생 홋카이도와 합동으로 신멤버 오디션「헬로! 프로젝트 신멤버 오디션 2024」중「BEYOOOOONDS 포텐션 오디션」을 개최하는 것을 발표하였다[24].

2025년
- 1월 31일, 시마쿠라 리카가 봄 콘서트를 기해 BEYOOOOONDS와 CHICA#TETSU, 헬로! 프로젝트를 졸업하는 것을 발표하였다[25].
- 6월 9일, 시마쿠라 리카가 일본 무도관에서 행해진「BEYOOOOONDS CONCERT 2025 SPRING ~Take Me Out To The BUDOOOOOKAN！「Treasury Island」~」을 기해 BEYOOOOONDS와 CHICA#TETSU, 헬로! 프로젝트를 졸업.
- 8월 16일, 헬로! 프로젝트의 전 그룹, 하로프로 연수생, 하로프로 연수생 홋카이도와 합동으로 신멤버 오디션「헬로! 프로젝트 신멤버 오디션 2025」를 개최하는 것을 발표하였다[26].

## 멤버

### CHICA#TETSU
- 니시다 시오리, 에구치 사야의 2명에 의한 그룹 내 유닛.
- 그룹명은「CHICA」는 스페인어로「여자아이」를 의미한다.「TETSU」는「철학」의「철」을 의미한다[1][2][3][4].
- 현재 CHICA#TETSU의 리더는 공석이다.

### 아메노모리 카와우미
- 타카세 쿠루미(리더), 마에다 코코로, 오카무라 미나미, 키요노 모모히메의 4명에 의한 그룹 내 유닛.
- 그룹명은 비가 숲에 내려, 강이 되어 바다에 빠지는 이미지로,「자연」과「생명의 근원」을 의미한다[1][2][3][4]. 계명은「RFRO」(Rain Forest River Ocean).

### SeasoningS
- 「헬로! 프로젝트 "ONLY YOU" 오디션」의 합격자인 히라이 미요(리더), 코바야시 호노카, 사토요시 우타노의 3명에 의한 그룹 내 유닛.
- 그룹명은「계절」을 의미하는「SEASON」에는「~에 맛을 내다」라고 하는 의미도 있고,「SEASONING」에서「맛을 내는 것」,「조미료」라고 하는 의미가 되는 것부터, 멤버의 자신있는 스킬에 의해서, 퍼포먼스에 맛있는 맛을 내 달라, 그룹에 선명한 채를 더해 주었으면 하는 소원을 담고 있다[19].

### 멤버 일람
| 이름                    | 소개 |
| CHICA#TETSU (치카#테츠) | CHICA#TETSU (치카#테츠) |
| ----------------------- | --- |
| 니시다 시오리           | - 이름 : 西田汐里 (Nishida Shiori) - 생년월일 : 2003년 6월 7일(22세) - 색상 : 핫 핑크 - 출생지 : 일본 교토부 - 포지션 : 리드보컬, 최연장자 - 활동 기간 : 2018년 6월 ~                              |
| 에구치 사야             | - 이름 : 江口紗耶 (Eguchi Saya) - 생년월일 : 2003년 8월 1일(22세) - 색상 : 테이션 - 출생지 : 일본 효고현 - 포지션 : 서브보컬, 최연소 - 활동 기간 : 2018년 6월 ~                                    |
| 아메노모리 카와우미     | |
| 타카세 쿠루미           | - 이름 : 高瀬くるみ (Takase Kurumi) - 생년월일 : 1999년 3월 16일(26세) - 색상 : 민트 그린 - 출생지 : 일본 도치기현 - 포지션 : 리더, 리드래퍼, 서브보컬, 최연장자 - 활동 기간 : 2017년 5월 ~        |
| 마에다 코코로           | - 이름 : 前田こころ (Maeda Kokoro) - 생년월일 : 2002년 6월 23일(23세) - 색상 : 션 블루 - 출생지 : 일본 사이타마현 - 포지션 : 서브보컬 - 활동 기간 : 2018년 6월 ~ - 특이사항 : 오빠인 마에다 켄타로 |
| 오카무라 미나미         | - 이름 : 岡村美波 (Okamura Minami) - 생년월일 : 2004년 10월 20일(20세) - 색상 : 분홍 - 출생지 : 일본 오사카부 - 포지션 : 서브보컬 - 활동 기간 : 2018년 6월 ~                                       |
| 키요노 모모히메         | - 이름 : 清野桃々姫 (Kiyono Monohime) - 생년월일 : 2004년 12월 22일(20세) - 색상 : 오렌지 - 출생지 : 일본 도쿄도 - 포지션 : 리드래퍼, 서브보컬, 최연소 - 활동 기간 : 2017년 5월 ~                  |
| SeasoningS (시즈닝즈)   | |
| 히라이 미요             | - 이름 : 平井美葉 (Hirai Miyo) - 생년월일 : 1999년 12월 11일(25세) - 색상 : 보라 - 출생지 : 일본 도쿄도 - 포지션 : 리더, 메인댄서, 메인래퍼, 리드보컬, 최연장자 - 활동 기간 : 2018년 12월 ~        |
| 코바야시 호노카         | - 이름 : 小林萌花 (Kobayashi Honoka) - 생년월일 : 2000년 8월 16일(25세) - 색상 : 녹 - 출생지 : 일본 도쿄도 - 포지션 : 서브보컬, 피아노 - 활동 기간 : 2018년 12월 ~                                 |
| 사토요시 우타노         | - 이름 : 里吉うたの (Satoyoshi Utano) - 생년월일 : 2000년 9월 22일(24세) - 색상 : 남 - 출생지 : 일본 도쿄도 - 포지션 : 메인댄서, 서브보컬, 최연소 - 활동 기간 : 2018년 12월 ~                      |

#### 전 멤버
| 이름                    | 소개 |
| CHICA#TETSU (치카#테츠) | CHICA#TETSU (치카#테츠) |
| ----------------------- | --- |
| 이치오카 레이나         | - 이름 : 一岡伶奈 (Ichioka Reina) - 생년월일 : 1999년 2월 25일(26세) - 색상 : 라이트 블루 - 출생지 : 일본 도쿄도 - 포지션 : 초대 리더, 서브보컬 - 활동 기간 : 2017년 5월 ~ 2024년 3월 - 비고 : 2023년 12월부터 컨디션 불량으로 인해 활동 휴지했으나, 2024년 9월에 Reve Rocket 멤버로서 활동했으나, 2025년 3월에 졸업. |
| 시마쿠라 리카           | - 이름 : 島倉りか (Shimakura Rika) - 생년월일 : 2000년 8월 20일(24세) - 색상 : 라벤더 - 출생지 : 일본 도쿄도 - 포지션 : 2대 리더, 리드보컬 - 활동 기간 : 2018년 6월 ~ 2025년 6월 |
| 아메노모리 카와우미     | |
| 야마자키 유하네         | - 이름 : 山﨑夢羽 (Yamazaki Yuhane) - 생년월일 : 2002년 11월 5일(22세) - 색상 : 이탈리안 레드 - 출생지 : 일본 아이치현 - 포지션 : 센터, 메인보컬 - 활동 기간 : 2018년 6월 ~ 2024년 6월 - 비고 : 2024년 10월에 오디션 프로그램「SEVEN COLORS~girls life memory~」에 참가하였으나, 도중 컨디션 불량으로 사퇴.           |

## 음악

### 싱글
1. 眼鏡の男の子／ニッポンノD・N・A!／Go Waist (2019년 8월 7일)
  - 트리플 A 사이드 (A면) / 커플링 : GIRL ZONE (아메노모리 카와우미) (통상반 A만) / 文化祭実行委員長の恋 (통상반 B만) / 都営大江戸線の六本木駅で抱きしめて (CHICA#TETSU) (통상반 C만)
2. 激辛LOVE／Now Now Ningen／こんなハズジャナカッター! (2021년 3월 3일)
  - 트리플 A 사이드 (A면) / 커플링 : ビタミンME (초회생산한정반만) / ヤバイ恋の刃 (아메노모리 카와우미) (통상반 A만) / ワタシと踊りなさい (SeasoningS) (통상반 B만) / 二年前の横浜駅西口 (CHICA#TETSU) (통상반 C만)
3. 英雄～笑って! ショパン先輩～／ハムカツ黙示録 (2022년 3월 2일)
  - 양 A면 / 커플링 : フレフレ・エブリデイ (초회생산한정반 SP1만)
4. 求めよ…運命の旅人算／夢さえ描けない夜空には (2023년 4월 12일)
  - 양 A면 싱글. 커플링 곡은 없음.
    - 이치오카 레이나 마지막 참가 싱글
5. 灰toダイヤモンド／Go City Go／フックの法則 (2024년 5월 29일)
  - 트리플 A 사이드 (A면) / 커플링 : 恋する銀河 (통상반 A만) / WORKER讃歌 (통상반 B만) / Oh! カンターレ (통상반 C만)
    - 야마자키 유하네 마지막 참가 싱글
6. Do-Did-Done／あゝ君に転生 (2025년 1월 29일)
  - 양 A면 / 커플링 : ディスコ・カーニバル (통상반 A만) / マイ・ファースト・ピアス (통상반 B만)
    - 시마쿠라 리카 마지막 참가 싱글

콜라보레이션
- 이치오카 레이나, 타카세 쿠루미, 키요노 모모히메, 카와무라 아야노, 단바라 루루 명의

1. 誤爆〜We Can't Go Back〜 (2017년 8월 11일, 착신 한정)

- 하로프로 올스타즈 명의

1. YEAH YEAH YEAH／憧れのStress-free／花、闌の時 (2018년 9월 26일)
  - 트리플 A 사이드 (A면) / 커플링 : ハロー!ヒストリー

### 착신 싱글
1. フレフレ・エブリデイ (2021년 7월 28일)

콜라보레이션
- DJ KOO × BEYOOOOONDS 명의

1. 最KOO DE DANCE (2025년 8월 2일)

### 앨범
1. BEYOOOOOND₁St (2019년 11월 27일)
2. BEYOOOOO2NDS (2022년 9월 28일)

### 뮤지컬송 앨범
1. 演劇女子部「不思議の国のアリスたち」オリジナルサウンドトラック (2019년 5월 29일)
2. 演劇女子部「アラビヨーンズナイト」オリジナルサウンドラック (2020년 11월 11일)
3. 演劇女子部「ビヨサイユ宮殿」オリジナルサウンドトラック (2022년 12월 7일)

### DVD/Blu-ray
1. 演劇女子部「不思議の国のアリスたち」(2019년 8월 7일)
2. 演劇女子部「リボーン～13人の魂は神様の夢を見る～」(2020년 2월 26일)
3. LIVE BEYOOOOOND₁St (2020년 5월 20일 DVD / Blu-ray)
4. KURAGAE -私たちのこと、推してください！- (2020년 9월 16일)
5. お家でもびよんず学校 (2020년 10월 14일)
6. 演劇女子部「アラビヨーンズナイト」(2021년 3월 3일)
7. Hello! Project presents...「Premier seat」～BEYOOOOONDS Premium～ (2021년 3월 31일)
8. BEYOOOOONDS 2ndシングル発売記念スペシャルライブ～激辛Ningenジャナカッター！～ (2021년 8월 18일)
9. 演劇女子部「眠れる森のビヨ」(2021년 9월 15일)
10. BEYOOOOOND1St CONCERT TOUR どんと来い! BE HAPPY! at BUDOOOOOKAN!!!!!!!!!!!! (2022년 9월 28일 DVD / Blu-ray)
11. BEYOOOOOND1St CONCERT TOUR ～もういっちょどんと来い! BE HAPPY!～ (2023년 2월 1일)
12. 演劇女子部「ビヨサイユ宮殿」(2023년 3월 8일)
13. BEYOOOOO2NDS CONCERT TOUR ～天高く、ビヨ燃ゆる秋～ (2023년 4월 12일)
14. BEYOOOOOPHONIC (2023년 11월 15일)
15. BEYOOOOONDS CONCERT TOUR「NEO BEYO at BUDOOOOOKAN!!!!!!!!!!!!」 (2023년 11월 15일 DVD / Blu-ray)
16. 演劇女子部「ビヨスパイ～消えたアタッシュケース～」(2024년 3월 27일)
17. BEYOOOOONDS LIVE TOUR 2024 SPRING ～PERSOOOOONALITY「Wings of Dreams」～ (2024년 11월 20일)
18. BEYOOOOONDS CONCERT 2024 AUTUMN「DISCOOOOOTHEQUE BUDOOOOOKAN」(2025년 4월 23일)
19. BEYOOOOONDS CONCERT 2025 SPRING ～Take Me Out To The BUDOOOOOKAN！「Treasury Island」～ (2025년 10월 8일)

#### 이벤트V (이벤트 회장 한정판)
콜라보레이션
- 하로프로 올스타즈 명의

1. 이벤트V「YEAH YEAH YEAH／花、闌の時」(2018년 10월 20일)

## 출연

### 텔레비전
- The Girls Live (2018년 11월 5일 ~ 2019년 3월 25일, 테레비도쿄)
- AI・DOL 프로젝트 (2019년 4월 1일 ~ 2020년 3월 30일, 테레비도쿄)
- 하로드리 (2020년 4월 6일 ~ , 테레비도쿄)
- 한 밤중에 하로! (2022년 1월 13일 ~ 3월 17일, 테레비도쿄) - BEYOOOOONDS 본인 역

### 라디오
- HELLO! DRIVE! -하로드라- (2019년 1월 17일 ~ 6월, 라디오 네오 사회 : 이치오카 레이나)
- 카나자와 토모코의 Vivid Midnight (2019년 10월 5일 ~ 2021년 11월 27일, NACK5)
- 아직 아직 화요일이라고! BEYOOOOONDS QUEST! (2019년 11월 5일 ~ 2022년 7월 26일, FM OH! 사회 : 니시다 시오리, 에구치 사야)※『J3 Tuesday〜Midnight IQ (idol quest)〜』내 코너
- Fine!!「BEYOOOOONDS O의 수는 5개입니다」(2020년 4월 1일 ~ 9월 23일, TBS 라디오)
- BEYOOOOONDS의 비요～～～～～훌쩍 뛰어넘어 나이트! (2020년 4월 4일 ~ 2022년 3월 27일, 도호쿠 방송)
- BEYOOOOONDS의 DOYOOOOOB! (2021년 12월 4일 ~ , NACK5 사회 : 이치오카 레이나, 키요노 모모히메)
- BEYOOOOONDS의 라디오 퀘스트 (2022년 8월 2일 ~ , FM OH! 사회 : 니시다 시오리, 에구치 사야)
- Flip The Records ~B면에서도 사랑을 해!~ (2022년 10월 1일 ~ , JFN 계열 사회 : 시마쿠라 리카)

### 라이브 · 콘서트
- LIVE BEYOOOOOND₁St (2019년 12월 2일 ~ 17일, 3개 도시 3회 공연)
- LIVE BEYOOOOOND₁St 산리오 퓨로랜드 SP (2019년 12월 9일, 산리오 퓨로랜드)
- BEYOOOOONDS 1st LIVE TOUR 2020 ~팝! 스텝! 온음표!!~ (공연 중지)[주 1]
- BEYOOOOONDS 1st LIVE TOUR 2020 팝! 스텝! 온음표!! ~어서오세요 나카노 선플라자편~ (공연 중지, 나카노 선플라자)[주 2]
- Hello! Project 2022 Spring CITY CIRCUIT BEYOOOOOND1St CONCERT TOUR ~올 때면 와라! BE HAPPY!~ (2022년 3월 26일 ~ 6월 4일, 9개 도시 15회 공연)
- BEYOOOOOND1St CONCERT TOUR 올 때면 와라! BE HAPPY! at BUDOOOOOKAN!!!!!!!!!!!! (2022년 4월 25일, 일본 무도관)
- Hello! Project 2022 Summer CITY CIRCUIT BEYOOOOOND1St CONCERT TOUR ~한번 더 올 때면 와라! BE HAPPY!~ (2022년 7월 10일 ~ 8월 27일, 4개 도시 5회 공연)[33]
- Hello! Project 2022 Autumn CITY CIRCUIT BEYOOO2NDS CONCERT TOUR ~하늘 높이, 비요 타는 가을~ (2022년 9월 25일 ~ 11월 27일, 9개 도시 12회 공연)
- BEYOOONDS 메이저 데뷔 3주년 기념 라이브 ~비요와 보내는 여름 2022~ (2022년 9월 30일, 카와구치 종합 문화센터 릴리아 메인 홀)[34]
- Hello! Project 2023 Spring CITY CIRCUIT BEYOOOOONDS CONCERT TOUR「NEO BEYO」(2023년 3월 19일 ~ 6월 10일, 8개 도시 12회 공연)
- BEYOOOOOPHONIC (2023년 5월 2일, 도쿄 예술극장 콘서트 홀)
- BEYOOOOONDS CONCERT TOUR「NEO BEYO at BUDOOOOOKAN!!!!!!!!!!!!」(2023년 5월 15일, 일본 무도관)
  - 전국 47도도부현의 극장에서 라이브 뷰잉을 실시
- Hello! Project 2023 Summer CITY CIRCUIT BEYOOOOONDS CONCERT TOUR「NEO BEYO」ENCORE (2023년 7월 15일 ~ 9월 3일, 6개 도시 6회 공연)[35]
- BEYOOOOOPHONICII (2024년 4월 6일 ~ 5월 10일, 2개 도시 3회 공연)
- BEYOOOOONDS LIVE TOUR 2024 SPRING ~PERSOOOOONALITY~ (2024년 4월 7일 ~ 6월 22일, 15개 도시 29회 공연)[주 3]
- BEYOOOOONDS LIVE TOUR 2024 SPRING ~PERSOOOOONALITY「Wings of Dreams」~ (2024년 6월 27일, 토요스 PIT)
  - 전국 47도도부현의 극장에서 라이브 뷰잉을 실시 또는 CS 후지테레비 TWO에서 완전 생중계
- BEYOOOOONDS CONCERT TOUR 2024 AUTUMN「DISCOOOOOTHEQUE」(2024년 9월 29일 ~ 11월 10일, 4개 도시 8회 공연)
- BEYOOOOONDS CONCERT 2024 AUTUMN「DISCOOOOOTHEQUE BUDOOOOOKAN」(2024년 11월 18일, 일본 무도관)
  - 전국 47도도부현의 극장에서 라이브 뷰잉을 실시 또는 Hulu에서 완전 생중계
- BEYOOOOONDS CONCERT TOUR 2025 SPRING ~Take Me Out To The BALLROOOOOM！~ (2025년 5월 10일 ~ 25일, 4개 도시 8회 공연)
- BEYOOOOONDS CONCERT 2025 SPRING ~Take Me Out To The BUDOOOOOKAN！「Treasury Island」~ (2025년 6월 9일, 일본 무도관)
  - 전국 47도도부현의 극장, 해외 1곳에서 라이브 뷰잉을 실시 또는 CS 테레비아사히 1에서 완전 생중계
- BEYOOOOOPERETTA (2025년 10월 21일 ~ 11월 30일, 시나가와 스텔라 홀 14회 공연)
  - ottobre는 8회 공연, novembre는 6회 공연
- 오카야마현 비젠시×BEYOOOOONDS 지역 활성화 콘서트 나루치카 BEYOOOOONDS in 비젠 (2025년 11월 9일, 비젠시 시민센터)
- BEYOOOOOPHONICIII (2025년 11월 13일 ~ 23일, 2개 도시 3회 공연)

### 합동 라이브 · 콘서트
- 하로프로 연수생 홋카이도 정기공연 Vol.6 ~썸머 스페셜! (2018년 7월 16일, 페니 레인 24)
- Hello! Project 연수생 발표회 2018 9월 ~단풍잎~ (2018년 9월 8일 · 17일, Zepp Nagoya · Tokyo)
- Hello! Project 연수생 발표회 2018 12월 ~SUN~ (2018년 12월 2일 · 9일, Zepp Namba · Tokyo)※아메노모리 카와우미만 출연
- Hello! Project 연수생 발표회 2019 3월 ~미캉~ (2019년 3월 10일 · 16일 · 17일, Zepp Namba · Tokyo · Nagoya)
- Hello! Project 연수생 발표회 2019 ~봄의 공개 실력 진단 테스트~ (2019년 5월 4일, 나카노 선플라자)
- Hello! Project 연수생 발표회 2019 9월 ~황~ (2019년 9월 8일 · 16일 · 23일, Zepp Namba · Tokyo · Nagoya)
- unshrink (2021년 9월 14일, Zepp DiverCity)※필로소피 댄스와의 투맨 라이브
- 오가타 리사「bon voyage!」in COTTON CLUB (2022년 5월 25일 · 26일, COTTON CLUB)※히라이, 사토요시가 서포트 댄서로서 출연
- 오가타 리사「bon voyage!」in OSAKA (2022년 6월 11일 · 12일, 마츠시타 IMP 홀)※히라이, 사토요시가 서포트 댄서로서 출연
- 안녕 나카노 선플라자 음악제 (2023년 6월 9일, 나카노 선플라자)
- NACK5 개국 35주년 BEYOOONDS와 OCHA NORMA의 NICHIYOOOOOB! ~Let's GO! 비욘과 오챠기둥 세울거야! in 오미야~ (2023년 6월 11일, 오미야 소닉 시티 대홀)
- 헤이안 신궁 월음야 ~교토 명월 콘서트 2023~ HEIANJINGU TSUKI OTOYO (2023년 9월 30일, 헤이안 신궁)
- Hello! Project 연수생 발표회 2024 3월「미모사」(2024년 3월 2일 · 10일, Zepp DiverCity · Namba)※게스트로서 출연

### 해외 공연
- Thai-Japan Iconic Music Fest 2023 (2023년 9월 23일, ICONSIAM)
- BEYOOOOONDS FIRST CONCERT 2025「BEYOOOOONDS GOOOOOES TO TAIPEI！」(2025년 4월 27일, 花漾hana展演空間(HANASPACE))
- Trendy Taipei J-POP NIGHT (2025년 9월 7일, 타이베이 아레나(台北小巨蛋))

### 이벤트
- 팬클럽 회원한정 이벤트『BEYOOOOOOOOOOOOONDS 응원 기획 FC 이벤트 2018 ~겨울진ZIN~』(2018년 12월 3일, 야마노 홀)
- BEYOOOOONDS 5th Anniversary Event ~BEY①②③④⑤NDS~ (2024년 10월 12일 · 19일, RaiBoC Hall 대홀 · 난바 Hatch)

### 뮤지컬 · 무대
- 연극여자부「타임 리셋트 ~영원히 너를 생각~」(2018년 9월 28일 ~ 10월 8일, 전노제 홀 스페이스 제로)※아메노모리 카와우미만 출연(Juice=Juice와 공연)
- 연극여자부「어택 No.1」(2018년 11월 29일 ~ 12월 9일, 전노제 홀 스페이스 제로)※CHICA#TETSU만 출연(안주루무와 공연)
- 연극여자부「이상한 나라 앨리스들」(2019년 4월 18일 ~ 29일, 전노제 홀 스페이스 제로)
- 연극여자부「리본 ~13명의 영혼은 신의 꿈을 꾸었다~」(2019년 11월 14일 ~ 24일, 전노제 홀 스페이스 제로)
- 연극여자부「아라비욘즈나이트」(2020년 10월 9일 ~ 18일, 전노제 홀 스페이스 제로)[주 4]
- 연극여자부「잠자는 숲의 비요」(2021년 4월 20일 ~ 24일, 전노제 홀 스페이스 제로)
- 연극여자부「비요사이유 궁전」(2022년 11월 11일 ~ 20일, 전노제 홀 스페이스 제로)
- STAGE VANGUARD「악양전생」(2023년 5월 26일, COTTON CLUB) - 타카세가 게스트로서 출연.
- 연극여자부「비요스파이 ~사라진 애타쉬케이스~」(2023년 11월 10일 ~ 19일, 전노제 홀 스페이스 제로 / 11월 23일 ~ 26일, 오사카 선게이 홀 프리세)

### 광고
- TOWER RECORDS “TOWER PLUS+” COVER ARTISTS (2019년 11월, TOWER PLUS+)[주 5]

## 서적

### 사진집
- 1st 오피셜북「BEYOOOOONDS①」(2020년 8월 7일, 와니북스) ISBN 978-4-8470-8313-6
- 2nd 오피셜북「BEYOOOOONDS②」(2021년 8월 7일, 와니북스) ISBN 978-4-8470-8377-8
- BEYOOOOONDS PHOTOBOOK「Now and From Now On」(2025년 5월 30일, 오딧세이 출판) ISBN 978-4-911265-08-6

### 솔로 사진집
- 야마자키 유하네 1st 솔로 사진집「夢羽」(2020년 6월 25일, 와니북스) ISBN 978-4-8470-8306-8
- 시마쿠라 리카 1st 솔로 사진집「十九歳の夏」(2020년 8월 20일, 오딧세이 출판) ISBN 978-4-908643-49-1
- 마에다 코코로 1st 솔로 사진집「eighteen face」(2020년 9월 19일, 오딧세이 출판) ISBN 978-4-908643-53-8
- 니시다 시오리 1st 솔로 사진집「汐里」(2020년 12월 16일, 와니북스) ISBN 978-4-8470-8342-6
- 사토요시 우타노 1st 솔로 사진집「うたのびより」(2021년 1월 2일, 오딧세이 출판) ISBN 978-4-908643-57-6
- 타카세 쿠루미 1st 솔로 사진집「くるみイロ」(2021년 3월 16일, 오딧세이 출판) ISBN 978-4-908643-61-3
- 이치오카 레이나 1st 솔로 사진집「CHILL＃RAIL」(2021년 10월 28일, 오딧세이 출판) ISBN 978-4-908643-64-4
- 히라이 미요 1st 솔로 사진집「belles feuilles」(2022년 1월 28일, 오딧세이 출판) ISBN 978-4-908643-71-2
- 야마자키 유하네 2nd 솔로 사진집「羽化-growing wings-」(2022년 6월 25일, 와니북스) ISBN 978-4-8470-8430-0
- 에구치 사야 1st 솔로 사진집「Saya」(2022년 8월 1일, 오딧세이 출판) ISBN 978-4-908643-78-1
- 오카무라 미나미 1st 솔로 사진집「Miimi」(2022년 10월 20일, 오딧세이 출판) ISBN 978-4-908643-81-1
- 니시다 시오리 2nd 솔로 사진집「ハタチノシオリ」(2023년 8월 23일, 오딧세이 출판) ISBN 978-4-908643-92-7
- 히라이 미요 2nd 솔로 사진집「be-lief」(2024년 4월 10일, 오딧세이 출판) ISBN 978-4-908643-98-9

## 같이 보기
- 하로프로 연수생
- 헬로! 프로젝트

### 내용주
1. ↑  신종 코로나바이러스 감염 우려로 인해 2020년 3월 8일의 가나가와 · 4월 4일의 기치조지 공연 · 12일의 가가와 · 5월 2일의 나가노 · 6일의 히로시마 · 9일의 아이치 · 10일의 기후 · 16일의 오사카 · 23일의 쿠마모토 · 24일의 후쿠오카 · 30일의 신주쿠 · 31일의 가나가와 · 6월 15일 · 16일의 가나가와 (정기) 공연이 중지되었다[27][28]. 그 중 일부는 정기 공연으로 실행될 예정이다[29][30][31][32].
2. ↑  신종 코로나바이러스 감염 우려로 인해 2020년 5월 4일의 공연이 중지되었다[31].
3. ↑  멤버들의 컨디션 불량으로 인해 2024년 4월 19일의 오사카 · 20일의 나라 공연이 중지되었다[36]. 이후, 중지된 공연 날짜가 나라는 5월 26일 · 오사카는 6월 18일(정기)로 결정되었다[37][38].
4. ↑  신종 코로나바이러스 감염 우려로 인해 일정이 정기 변경되었다[39].
5. ↑  헬로! 프로젝트 소속 그룹에서의 발탁은 이것이 처음이다[40].